# Лала Шахин
Лала Шахин паша (тур. Lala Şahin Paşa; 1330. — након 1388) био је османски војсковођа и први беглербег Румелије. Први Уџ Бег (тур. Uc-Bey) и Мирмиран.
Био је учитељ султана Мурата I. По његовом доласку на престо 1359. године, водио је османско освајање Тракије. Године 1360. заузео је Дидимотику, а 1362. Хадријанопољ. Потом је Хадријанопољ постао османска престоница Једрене. Године 1364. заузео је Боруј и Филиполис (Пловдив). Био је један од османских предводника у Маричкој бици и предводик у бици код Билеће. Од 1382. године владао је у Софији.
Покопан је у гробници свог сина Шахбедин паше у пловдивској Шахбединовој Имаред џамији. По њему се назива мање место Лалапаша у горњој Тракији, данашња Турска. Шахин у његовом имену на турском значи соко.